# Дабижа, Николае (генерал)
Николае Дабижа (рум. Nicolae Dabija; 15 августа 1837, Хуши — 1 декабря 1884, Париж) — румынский военный, политический и государственный деятель Объединённого княжества Валахии и Молдавии и Королевства Румыния, министр обороны (1879), И. о. министра финансов (1881), министр общественных работ, бригадный генерал.

## Биография
С 1837 года обучался в Академии Михайлянэ в Яссах (ныне Ясский университет). В 1858 году отправлен во Францию для обучения в военном училище в Меце . После его окончания, вернулся на родину. В звании второго лейтенанта начал службу в румынской армейской артиллерии.
В 1864 году был назначен заместителем директора артиллерийского училища. Командовал артиллерией 4-й пехотной дивизии (1876—1877). Командир 4-го артиллерийского полка (1877), командир артиллерии 3-й пехотной дивизии (1877).
Будучи командиром артиллерии пехотной дивизии, участвовал в Войне за независимость Румынии (1877—1878), принимал участие в боях румынской армии под Плевной и Видином.
После войны полковник Н. Дабижа увлёкся политикой, стал сторонником либеральных идей.
Занимался государственной деятельностью. Был военным министром (18 января — 10 июля 1879 года), временным министром финансов (10-27 апреля 1881 года) и министром общественных работ (24 октября 1880 — 9 апреля 1881 г., 10 апреля — 8 июня 1881 г., 9 июня 1881 — 31 июля 1884 г.).
С 1883 года — бригадный генерал. Умер 2 декабря 1884 года в Париже.